# Săcel (Maramureș)
Săcel é uma comuna romena localizada no distrito de Maramureș, na região histórica da Transilvânia. A comuna possui uma área de 79.88 km² e sua população era de 3641 habitantes segundo o censo de 2007.